# William MacGillivray
William MacGillivray, född 25 januari 1796, död 4 september 1852, var en skotsk ornitolog och botaniker.
Auktorsnamnet W.MacGill. kan användas för William MacGillivray i samband med ett vetenskapligt namn inom botaniken; se Wikipediaartiklar som länkar till auktorsnamnet.